# Didier Zokora
Alain Didier Zokora-Déguy (Abidjan, 14. prosinca 1980.) bivši je nogometaš iz Obale Bjelokosti. Od 2000. do 2014. godine je Zokora igrao za nogometnu reprezentaciju Obale Bjelokosti.

## Vanjske poveznice
- Profil na Transfermarktu
- Profil na Soccerwayu